# Kostjantyn Mychaltschuk

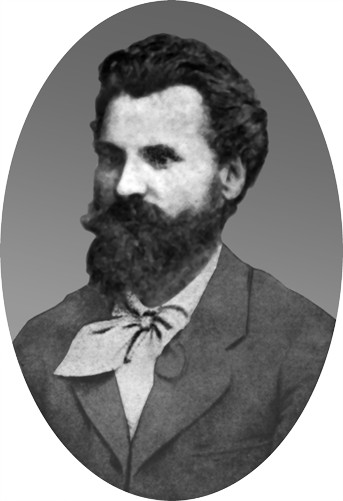
Kostjantyn Mychaltschuk

Kostjantyn Petrowytsch Mychaltschuk (ukrainisch Костянтин Петрович Михальчук, russisch Константин Петрович Михальчук Konstantin Petrowitsch Michaltschuk; * 21. Dezember 1840jul. / 2. Januar 1841greg. in Sosulynzi, Gouvernement Podolien, Russisches Kaiserreich; † 7. Märzjul. / 20. März 1914greg. in Kiew, Gouvernement Kiew, Russisches Kaiserreich) war ein ukrainischer Linguist und Ethnograph.

## Leben
Kostjantyn Mychaltschuk kam im Dorf Sosulynzi (Зозулинці) im heutigen Rajon Kosjatyn der ukrainischen Oblast Winnyzja zur Welt. Er studierte zwischen 1859 und 1861 an der Fakultät für Geschichte und Philologie der St.-Wladimir-Universität in Kiew. Aufgrund seiner Aktivitäten als Ukrainophiler wurde er von den Behörden verfolgt und 1863 auf dem Hof seiner Mutter unter Hausarrest gestellt. Von 1873 an lebte er wieder in Kiew und arbeitete bis zu seinem Lebensende als Büroleiter der Gesellschaft der Kiewer Brauereien. Er war unter anderem Mitglied der Kiewer Hromada, der Ukrainischen Wissenschaftlichen Gesellschaft in Kiew (Украї́нське науко́ве товари́ство „УНТ“), der Historischen Gesellschaft des Chronisten Nestor und der Wissenschaftlichen Gesellschaft Schewtschenko. Zudem war er korrespondierendes Mitglied der Russischen Akademie der Wissenschaften und publizierte unter verschiedenen Pseudonymen Artikel in Zeitungen in Kiew und Lemberg. 
Mychaltschuk war der Begründer der wissenschaftlichen ukrainischen Dialektologie. Eine ihm gewidmete Sammlung von philologischen Artikeln wurde 1915 in Kiew veröffentlicht. Seine ausgewählten Werke erschienen 1991.